# Gustavo Daniel Perednik
Gustavo Daniel Perednik (Buenos Aires, 21 de octubre de 1956) es un escritor y filósofo argentino-israelí, doctor en Educación. 
Ha sido invitado a disertar a más de cien ciudades de cincuenta países, incluyendo veinte universidades españolas, y otras cincuenta de Estados Unidos, China, y Latinoamérica, y es autor de veinte libros (varios de ellos premiados y traducidos) y de más de mil artículos sobre judaísmo y modernidad.
Graduado de las universidades de Buenos Aires y Jerusalén (cum laude), Perednik completó en Nueva York sus estudios de doctorado en filosofía y cursó humanidades en La Sorbona (Francia), San Marcos (Perú) y Upsala (Suecia).
Fundó el Centro Hebreo Ioná de Argentina (que dirigió por dos décadas), el Programa Ai Tian de Esclarecimiento Judaico en China, y el Programa de educación y esclarecimiento acerca del rol del judío en el mundo de la entonces Fundación Hadar, dedicado a «visualizar la civilización judaica de modo global, sus orígenes, fuentes y mensajes; tomar conciencia de la hostilidad de la que los judíos han sido objeto por milenios y valorar el aporte de los judíos a la civilización, y la validez de la cultura judía en nuestros días.»
Perednik es también un promotor de la ajedrología: el estudio del papel predominante que el juego de ajedrez ha tenido y tiene en la historia.
Reside en las afueras de Jerusalén con su esposa, la psicóloga educacional Ruth Perednik; tienen cinco hijos.

## Biografía
Perednik nació en Buenos Aires el 21 de octubre de 1956, único hijo de una familia de clase media vinculada a la vida social judía en el Club Náutico Hacoaj.
Sus progenitores fueron Marta Rabinovich y Samuel Perednik. Cursó estudios primarios en el Buenos Aires English High School y secundarios en la Escuela Superior de Comercio Carlos Pellegrini. Desde su infancia temprana fue ávido lector y narrador. Para esa época publicó su primer artículo en la revista estudiantil Nueva Visión (noviembre de 1973) acerca de la guerra de Yom Kipur. También escribió varias parodias (Romeo y Julieta, Descubriendo con Cristóbal Colón) que fueron presentadas en diversas instituciones. Protagonizó como actor, en el Teatro El Nacional, un montaje escolar de una comedia de Brandon Thomas, dirigida por Omar A. Romay, en 1973.
A principios de 1974 visitó Israel por primera vez. Volvería más de diez veces antes de su vuelta por asuntos académicos en 1982, y su establecimiento definitivo con su familia en 1990.
La obtención de una beca en 1975 para cursar un bimestre en el Lock Haven State College de Pensilvania, inició una lista de viajes de estudios, que incluyeron la Universidad Nacional Mayor de San Marcos en Perú, la Universidad de Upsala en Suecia, La Sorbonne en París, Francia, y la Universidad Hebrea de Jerusalén.

## Trabajo comunitario
Antes de cumplir veinte años comenzó a ejercer la docencia judaica, primero en el Seminario Rabínico Latinoamericano, y luego en decenas de instituciones de América Latina, incluido el Seminario de Maestros Hebreos Shazar de Buenos Aires, en el que enseñó Biblia Hebrea y Pensamiento Judío.
En 1979 asumió la dirección de la Agrupación Juvenil Ramáh de la Congregación Israelita, y se graduó en Ciencias Económicas en la Universidad de Buenos Aires.
A partir de su renuncia a Ramáh, fundó el Centro Hebreo Ioná, que en crecimiento meteórico se amplió en tres años a seis sedes en Buenos Aires y congregó a dos mil jóvenes. Perednik orientó a Ioná bajo los principios ideológicos del retorno a las fuentes judías, el sionismo activo y el liberalismo.
Durante diez años condujo los Festivales Juveniles de la Canción Jasídica, que reunieron a miles de espectadores en los estadios más grandes de Argentina. Asimismo, mantuvo durante dos años un espacio televisivo de difusión del judaísmo en el canal estatal argentino.
Es miembro del Comité Internacional del Instituto Sino-Judaico de Seattle; en 2001 instituyó en China el Programa Ai Tian de Esclarecimiento Judaico, que lo llevó a disertar a una docena de universidades y escuelas secundarias de ese país. En 2006, disertó acerca del vínculo sinojudaico en la Universidad de North Texas, y publicó en diversos medios académicos ensayos sobre el tema. En 2011 disertó en la Universidad de Nanjing sobre el monoteísmo en pensadores judíos.
Después de una exitosa gira de conferencias por varias ciudades de Galicia en junio de 2006, Perednik tomó en la ciudad de Sada la iniciativa de crear la Asociación de Amistad Galicia Israel. El 1 de diciembre de ese año, se llevó a cabo en Santiago de Compostela la asamblea constituyente de AGAI, liderada por Miguel Boó, que eligió como primer presidente a Pedro Gómez-Valadés. 
Llevó a cabo una vasta labor de asesoramiento en educación a las redes escolares judías de diversas comunidades, entre ellas: Argentina (1986-1990); Edmonton, Canadá (2004); Montevideo (2004-2005); Madrid (2012, donde diseñó los estudios judaicos del Primer Bachillerato Judío); y Santiago de Chile (2014).

## Obra escrita, estudios e Israel
En 1980 su novela breve En lo de los Santander fue la primera ficción galardonada con el Premio Victoria Ocampo y publicada por la Fundación Banco de la Provincia de Buenos Aires. La versión inglesa de la obra fue ulteriormente publicada en el Stories de Boston en 1985.
Desde principios de 1980 publicó artículos regularmente en el semanario judeoargentino Nueva Presencia, y durante varios años generó allí polémicas muy difundidas. Continuó su línea comprometida con el sionismo en varios diarios, y una vez en Israel fue columnista central del semanario Aurora (en el que publicó más de cien artículos) y en el diario The Jerusalem Post. El suplemento cultural del diario La Prensa de Buenos Aires siguió publicando sus ensayos sobre literatura.
Durante 2005-2006 publicó más de cincuenta artículos en su columna Desde Jerusalén en el diario español Libertad Digital; también publicó más de cincuenta artículos en su columna israelí Los puentes del Judaísmo. En 1982 obtuvo la beca The Jerusalem Fellows, que lo llevó a estudiar tres años en la Universidad Hebrea de Jerusalén y completar estudios doctorales en Nueva York.
Perednik cursó adicionalmente estudios judaicos, primero con el rabino Theodore Friedmann, y luego en la Yeshivá Dvar Ierushalaim bajo el rabino Baruj Horowitz. Este celebró su boda en 1985 con Ruth Kestenbaum, psicóloga educacional londinense con quien tuvo cinco hijos: Talia, Jonatan, Uriel, Hadar, y Samuelito.
Su novela Ajitofel fue publicada por Galerna en 1988 con prólogo de Bernardo Ezequiel Koremblit, y recibió el Premio Literario Internacional Fernando Jeno de México. Se trata de una fantasía sobre el suicidio parcialmente traducida al hebreo en 1995. La presentación de este libro en el Centro Cultural San Martín, estuvo a cargo de Marcos Aguinis, César Magrini, y el prologuista, amén del grupo de teatro Caleidoscopio que teatralizó partes de la novela.
En 1988 la editorial Milá de la comunidad judeoargentina publicó en dos tomos sus ensayos, bajo el título Hebreo Soy. El libro, prologado por el profesor Michael Rosenak de la Universidad Hebrea, tiende puentes entre el judaísmo y la modernidad, a partir de la literatura, la historia, la educación y la filosofía.
Hebreo Soy fue presentado en actos públicos por los profesores Manuel Tenenbaum, Máximo Yagupsky y Natalio Steiner; los rabinos Mordejai Marabi y Daniel Oppenheimer; y los escritores José Narosky y Carmen Balzer, entre otros.
La actividad política tampoco le fue ajena, sobre todo a partir de que la Federación Sionista Argentina lo designó su presidente en 1988. Perednik lideró su transformación en el Likud argentino y, ya en Israel, fue de los primeros en apoyar resueltamente a Benjamín Netanyahu. En 1990, la Universidad Hebrea de Jerusalén lo designó director de los Programas Preparatorio (“Mejiná”), Cuatrienal y Freshman. Perednik enseñó allí en castellano, inglés y hebreo. A esos idiomas, agregó el francés cuando en 1992 dejó la dirección de la Mejiná para hacerse cargo del Instituto para la Formación de Líderes Juveniles, el Majón de Madrijim, que había sido fundado en 1946. En el Instituto Rothberg de la Universidad Hebrea, en el que continuó enseñando, creó el Programa Sheli de estudios en castellano.
En 1992, su novela Lémej fue publicada en Tel Aviv por Editorial Aurora, después de que fuera distinguida en Buenos Aires por la Fundación Fortabat. La novela fue prologada por Eduardo Gudiño Kieffer, y presentada por Jaime Barylko, María Angélica Bosco, y Leonardo Senkman, de todos los cuales salieron publicados artículos sobre la misma.
Se hicieron presentaciones públicas adicionales Jerusalén y otras ciudades a cargo de, entre otros, la profesora Ruth Fine, el rabino Daniel Stawsky, Angélica Gorodischer y Sharona Fredriko.
Lémej es una fantasía histórica sobre los acontecimientos que llevaron a la Segunda Guerra, ubicada en Viena de fines de siglo y en el Berlín de la preguerra. Sus protagonistas son Sigmund Freud, Berta Pappenheim y Eduard Hanslick, entre muchos otros personajes históricos.

## La judeofobia
En el Instituto de Líderes que dirigió, Perednik creó el curso La Naturaleza de la Judeofobia, que dictó en varios idiomas, exponiendo los orígenes del odio antijudío, sus manifestaciones a lo largo de la historia, y teorías que lo explican.
Perednik justificó y difundió el uso del término “judeofobia” (acuñado por León Pinsker en 1882) en lugar del equívoco “antisemitismo”.
En 1995, fue enviado por la Universidad Hebrea a dictar el curso en la Facultad de Filosofía de la Universidad de Buenos Aires, en el marco de la cátedra Martin Buber. En 1997 el curso fue transmitido por Internet, primero en inglés y luego en castellano, en el marco de la Universidad Judía en el Ciberespacio. Ese año la Universidad de Panamá lo invitó a dictar el curso completo, y en base del mismo la universidad publicó el libro Judeofobia en 1999.
A fin de ese año varias universidades españolas lo invitaron a disertar sobre el tema, y Perednik fue designado Director Ejecutivo Mundial del Centro Educativo Sefaradí.
Una versión reordenada de La Judeofobia fue publicada en 2001 por Flor del Viento en Barcelona, y presentada allí el 3 de abril de 2001 por el escritor Ramón Serrano y el profesor Josep Sánchez Cerveló. En 2009 dictó el curso completo en la Universidad de Barcelona.
La Judeofobia fue publicada subsecuentemente en ediciones brasileña (2009), costarricense (2010) y mexicana (2011).
En 2001, Perednik continuó su obra de difusión judaica en el marco del Programa para el Esclarecimiento sobre el Rol del Judío en el Mundo (“Programa Gilinski”) bajo los auspicios del Distrito XXIII de la B’nai B’rith, y a partir de 2006 lo lleva a cabo en el marco de la Fundación Hadar.
En 2004 publicó España Descarrilada, prologado por Pilar Rahola, acerca del terrorismo islamista en Madrid y el despertar de Occidente.

## Obra reciente
A partir de 2004, y hasta el presente, dicta en la Universidad ORT Uruguay una variedad de cursos sobre la contribución judaica a la civilización occidental. En ese marco publicó una trilogía de libros acerca de grandes pensadores judíos (Grandes pensadores, Notables pensadores y Célebres pensadores), y cuatro libros adicionales: Violín a cuestas (2009) sobre encrucijadas históricas del pueblo judío; La patria fue un libro (2010) sobre la influencia de la Biblia hebrea en la civilización Occidental; Kafkania (2012) sobre Franz Kafka, y Desde el juicio a Eichmann (2014) sobre el nazismo, la Shoá y su banalización. Fue presentado en el Museo del Holocausto de Buenos Aires por el historiador Pacho O'Donnell. En 2008 creó la muestra El Innovador y su Entorno, acerca de la contribución judía al mundo de las ideas, que se presentó en diversos centros culturales de Argentina, Costa Rica e Israel.
En 2009, editorial Planeta publicó su obra Matar sin que se note, una crónica novelada sobre el atentado a la AMIA de Buenos Aires y su encubrimiento. El libro fue presentado en seis ciudades de Israel, cinco sudamericanas y tres norteamericanas. En 2015 se transformó en un best-seller. 
Durante 2012 publicó dos libros: La humanidad y el ajedrez, y Kafkania, acerca del mundo de Franz Kafka, con prólogo del profesor Rodolfo Modern. La humanidad y el ajedrez fue presentado en varias Ferias del Libro españolas, y en el Club Argentino de Ajedrez, con alocuciones del poeta Hernán Isnardi, del matemático Pablo Jacovkis, y del Gran Maestro Internacional Ariel Sorín.
En 2013 publicó Autopsia del socialismo, en coautoría con el economista Alberto Benegas Lynch.
En 2014 publicó, en coautoría con Marcos Aguinis, Sabra, sobre la epopeya de Absalom Feinberg. La obra fue un resonante best-seller. 
En 2017 salió a la luz su Morir por la Argentina que relata las circunstancias que llevaron a la muerte de su amigo Alberto Nisman, y que fue presentado en una decena de ciudades argentinas. En 2018 publicó Chinos y judíos, presentado en el auditorio de la Universidad ORT Uruguay por el embajador de China Wang Pang y por el escritor Diego Fischer Requena. En 2019 publicó El retorno de la barbarie (en coautoría con Alberto Benegas Lynch), presentado por Javier Milei en la Universidad del CEMA en la que Perednik dictó el curso El Pensamiento Occidental.   
Su libro Helenismo y hebraísmo, la doble raíz de la civilización Occidental fue presentado en 2023 en el Teatro Solís de Montevideo.   
Desde 2020, es profesor de filosofía e historia en el programa Rimonim del Herzog College de Israel.   

## Obra
- En lo de los Santander (1980)
- Ajitofel (1988)
- Hebreo soy (1989)
- Custodia de cuatro mil años (1990)
- Lémej (1992)
- La judeofobia (2001)
- España descarrilada. Terror islamista en Madrid y el despertar de Occidente (2004)
- Grandes pensadores (2005)
- Notables pensadores (2006)
- El silencio de Darwin (2006)
- Célebres pensadores (2007)
- El innovador y su entorno (2007)
- Violín a cuestas (2008)
- Matar sin que se note (2009)
- La patria fue un libro (2010)
- La humanidad y el ajedrez (2012)
- Kafkania (2012)
- Autopsia del socialismo (2013), en coautoría con Alberto Benegas Lynch.
- Desde el juicio de Eichmann. Sobre el nazismo, la Shoá y su banalización (2014).
- Sabra (2014), en coautoría con Marcos Aguinis.
- Morir por la Argentina (2017).
- Chinos y judíos (2018).
- El retorno de la barbarie (2019, en coautoría con Alberto Benegas Lynch).
- Helenismo y Hebraísmo - La doble raíz de la Civilización Occidental (2022).

### Ensayos en antologías
- Naïve Spanish Judeophobia, in the Jewish Political Studies Review 15:3-4, Jerusalem Center for Public Affairs, Fall 2003, pages 87-110.
- L’Espagne en Les habits neufs de l’antisemitisme en Europe, Collection Dissidence, Éditions Café Noir, Paris, 2004, pages 133-153.
- La fertilidad de los fracasos, en Sionismo a cien años de Herzl, Organización Sionista del Uruguay, Artemisa Editores, 2004, páginas 87-108.
- La judeofobia embolsada, en Si Somos Americanos, Revista de Estudios Transfronterizos, Volumen VI, año 5, Instituto de Estudios Internacionales, Universidad Arturo Prat, Iquique, 2004, págs. 35-51.
- La judeofobia argentina y embolsada, en Reflexiones, Colección Ensayos, Editorial Milá de la AMIA, 2005, Buenos Aires, páginas 207-235.
- La edad ajedrecística, en Conversación, Revista Interdisciplinaria de Reflexión y Experiencia Educativa, Montevideo, n.º 12-13, diciembre de 2005, páginas 80-86; y en
- Conjectura, Revista de Filosofía y Educación de la Universidad de Caxias do Sul, Brasil, v. 11, n.1, enero/junio de 2006, páginas 65-80.
- La compleja identidad sinojudaica, en Historia y Grafía, Revista del Departamento de Historia de la Universidad Iberoamericana, México, n.º 28, agosto de 2007.
- El estereotipo antijudío en la educación secundaria (con Micaela Reich), en Cuadernos de Investigación Educativa de la Universidad ORT Uruguay, enero de 2023.

### Poesía publicada
El oxímoron nuestro de cada día (en Caminos para la Paz, Ediciones Corregidor, Buenos Aires, 2007, págs.87-94), editado por Cristián H. Ricci e Ignacio López-Calvo.